# 第12回ゴールデングローブ賞
12th Golden Globe Awards

作品賞（ドラマ部門）: 

 波止場 
映画賞（ミュージカル・コメディ部門）:

 カルメン 
第12回ゴールデングローブ賞（だい12かいゴールデングローブしょう）は、1954年の映画を対象としており、1955年2月24日にカリフォルニア州ロサンゼルスのアンバサダーホテルで発表された。

## 受賞一覧

### 作品賞（ドラマ部門）
- 『波止場』

### 作品賞（ミュージカル・コメディ部門）
- 『カルメン』

### 主演男優賞（ドラマ部門）
- マーロン・ブランド - 『波止場』

### 主演男優賞（ミュージカル・コメディ部門）
- ジェームズ・メイソン - 『スタア誕生』

### 主演女優賞（ドラマ部門）
- グレース・ケリー - 『喝采』

### 主演女優賞（ミュージカル・コメディ部門）
- ジュディ・ガーランド - 『スタア誕生』

### 助演男優賞
- エドモンド・オブライエン - 『裸足の伯爵夫人』

### 助演女優賞
- ジャン・スターリング - 『紅の翼』

### 監督賞
- エリア・カザン - 『波止場』

### 脚本賞
- 『麗しのサブリナ』 - アーネスト・レーマン

### 外国語映画賞
- 『おかしなおかしな自動車競争』（ イギリス）
- 『憂愁』（ アルゼンチン）
- No Way Back （ 西ドイツ）
- 『二十四の瞳』（ 日本）

### ヘンリエッタ賞
- グレゴリー・ペック
- オードリー・ヘプバーン

### セシル・B・デミル賞
- ジーン・ハーショルト

### 撮影賞（カラー）
- 『ブリガドーン』 - ジョセフ・ルッテンバーグ

### 撮影賞（白黒）
- 『波止場』 -  ボリス・カウフマン

### 国際賞
- 『折れた槍』 - 監督: エドワード・ドミトリク

### 新人男優賞
- ジョー・アダムズ
- ジョージ・ネイダー
- ジェフ・リチャーズ

### 新人女優賞
- シャーリー・マクレーン
- キム・ノヴァク
- カレン・シャープ